# Château Pavie
Le château Pavie est un domaine viticole de 37 ha situé à Saint-Émilion en Gironde. En AOC saint-émilion grand cru, il est classé Premier grand cru classé B dans le classement des vins de Saint-Émilion de 2006, puis promu Premier grand cru classé A en 2012.

## Histoire
Les origines du domaine remonteraient au IVe siècle. Le terrain était alors un verger de pêchers (pêches de Pavie). À partir du XVIIIe siècle, le terrain devient un domaine viticole qui passe entre les mains des familles Talleman et Pigasse, avant d'appartenir le siècle suivant au négociant Ferdinand Bouffard qui le renomme Château Pavie.
Le Château Pavie est repris à la famille Valette en 1998-99 par Gérard Perse (qui possède le Château Monbousquet depuis 1993 et vient de vendre sa chaîne de supermarchés en région parisienne) pour 31 millions de dollars, avec les conseils de Robert Parker et Michel Rolland. La forme des bouteilles est revue par Gérard Perse qui a d'abord recours aux barriques de chêne neuve mais cesse après quelques années cette technique de surboisage du vin.

## Terroir
Le terroir peut être qualifié de triple avec le plateau calcaire, la côte argileuse et le pied de côte, argilo-sableux et caillouteux.

## Vins
Le domaine s'étend sur 37 hectares de vignobles, dont 60 % de merlot, 25 % de cabernet franc, et 15 % de cabernet sauvignon.
En plus du premier vin (100 000 bouteilles par an), le domaine viticole produit également un second vin appelé « Arômes de Pavie ».
Depuis le millésime 2010, les bouteilles de Château Pavie, Château Pavie-Decesse et Château Bellevue-Mondotte sont équipées d'un système de sécurité par code à bulles qui permet d'en vérifier l'authenticité.
En 1954, Château Pavie obtient la classification Premier Grand Cru Classé B, puis Premier Grand Cru Classé A en 2012,.
Les critiques de vin sont très divisés quant à la qualité du Château Pavie, ce qui lui confère une image de produit controversé sur le marché,.